# خوليو كول
خوليو كول (بالإسبانية: Julio Coll)‏ هو منتج أفلام وكاتب سيناريو ومخرج إسباني، ولد في 7 أبريل 1919 في كامبرودون في إسبانيا، وتوفي في 17 يناير 1993 في مدريد في إسبانيا.

## وصلات خارجية
- خوليو كول على موقع IMDb (الإنجليزية)
- خوليو كول على موقع ألو سيني (الفرنسية)
- خوليو كول على موقع أول موفي (الإنجليزية)
- خوليو كول على موقع قاعدة بيانات الأفلام السويدية (السويدية)
- خوليو كول على موقع قاعدة بيانات الفيلم (الإنجليزية)
- خوليو كول على موقع كينوبويسك (الروسية)